# Simas Jasaitis
Simas Jasaitis (Vilnius, 26 marzo 1982) è un cestista lituano.
Il suo ruolo è di ala piccola, ma all'occorrenza può ricoprire il ruolo di ala forte.

## Carriera

### Club
Cresciuto nella squadra locale del Marciulionis, esordisce nella prima divisione lituana con il Sakalai Vilnius (2000-2001). Nel 2001 si trasferisce al Lietuvos Rytas dove rimarrà fino al 2006, vincendo due titoli nazionali (nel 2002 e nel 2006), un titolo NEBL (nel 2002) e una ULEB Cup (nel 2005). Viene successivamente chiamato dal prestigioso club israeliano del Maccabi Tel Aviv passando poi nella stagione 2007-2008 in Spagna al Tau Cerámica, con un contratto annuale con opzione per un secondo anno, vincendo il campionato, la Supercoppa, e arrivando in finale nella Copa del Rey. Nella successiva stagione lascia il Tau Cerámica ma rimane in Spagna passando al Club Joventut de Badalona.
Veste poi le maglie di Galatasaray, Türk Telekom Ankara in Turchia, e per due stagioni del Lokomotiv Kuban in Russia. Con la squadra di Krasnodar centra la seconda Eurocup della sua carriera nel 2013. Rientra per due volte, nel 2011 e nel 2015 nella squadra che l'ha lanciato ai vertici della pallacanestro europea, il Basketball Club Lietuvos rytas, prima di accasarsi in Italia all'Orlandina Basket.dove ritornerà 8 anni dopo all'età di 42 anni e vince il campionato di Serie B interregionale in gara 3 di finale contro la Virtus Ragusa.

### Nazionale
Con la Nazionale lituana ha preso parte ai Mondiali 2006 in Giappone e all'EuroBasket 2007 in Spagna.
È stato convocato ai Giochi della XXX Olimpiade al posto di Deividas Dulkys.

## Palmarès
- Campionato lituano: 2

Lietuvos rytas: 2001-02, 2005-06
- Campionato israeliano: 1

Maccabi Tel Aviv: 2006-07
- Campionato spagnolo: 1

Saski Baskonia: 2007-08
- Supercoppa spagnola: 1

Saski Baskonia: 2007
- Liga catalana: 1

Joventut Badalona: 2008
- ULEB Cup - Eurocup: 2

Lietuvos rytas: 2004-05
Lokomotiv Kuban: 2012-13
- Lega Baltica: 1

Lietuvos rytas: 2005-06
- Serie B Interregionale: 1

Orlandina: 2023-24